# Charles Poppe
Charles-Jacques Poppe (9 april 1799, Dendermonde - 1 november 1882, aldaar) was een Vlaamse handelaar en politicus. Hij werd burgemeester van Dendermonde en van Baasrode.

## Levensloop
Charles-Jacques Poppe werd geboren als zoon van Judocus Emmanuel Poppe en Catharina Verpletsen. Hij was actief als handelaar en was in die hoedanigheid van 1846 tot 1853 lid van de Syndikale Kamer van Dendermonde, de beurscommissie van de Dendermondse handelsbeurs. In 1853 werd hij er voorzitter van. Van 1852 tot 1862 zetelde hij in de Dendermondse gemeenteraad. Van 1856 tot 1861 was hij burgemeester van deze stad.